# San Sebastián de Buseu
San Sebastián de Buseu es un antiguo pueblo, ahora despoblado y abandonado, del municipio de Bajo Pallars, en la comarca leridana del Pallars Sobirá. Está en el sector NE del término, en la zona de Baén, a cuyo antiguo municipio perteneció hasta 1969, fecha de la constitución del actual. Está situado en lo alto del collado de San Sebastián, a 1583 m.

## Sant Sebastià de Buseu
Es una iglesia de una sola nave con un ábside decorado con arcos lombardos. La coincidencia entre el nombre de la iglesia y del lugar, hace que algunas de las primeras referencias documentadas no se sepa a cuál de los dos se refiere, pero en 1164, en la bula del papa Alejandro III, ya se nombra la villa como posesión del monasterio de Gerri.
Procedente de esta iglesia se conserva, en un lugar diferente al de su original ubicación, una mesa de altar románica con inscripciones hechas con posterioridad a su elaboración. Se trata de un bloque rectangular de mármol gris, posiblemente francés, con unas dimensiones de 70 x 52 x 7'5 cm, conservado entero, salvo dos esquinas un poco descanteadas. Es la única pieza de este tipo en toda la comarca.

## Solans
Este despoblado, completamente en ruinas, se encuentra junto a la carretera, antes de llegar al desvío que sube a San Sebastián. El asentamiento inicial es bastante antiguo, pudiendo situarse en la Alta Edad Media. En él se encuentran los restos de Sant Joan de Solans, iglesia románica de una sola nave, de planta rectangular, aunque más estrecha en un extremo que en otro, con ábside semicircular. La obra original se podría datar en el primer cuarto del siglo XI, con el cambio de cubierta hecho al final del XII. Poco antes de la guerra civil, unos vecinos de la zona desmontaron la cubierta y la vuelta de piedra de la nave para reutilizar los materiales.

## San Sebastián de Buseu en el Madoz
Por su gran interés documental e histórico, se transcribe a continuación, sin abreviaturas y respetando la grafía original, el artículo que sobre esta población aparece en el Diccionario geográfico-estadístico-histórico de España y sus posesiones de Ultramar, obra de Pascual Madoz.

SEBASTIAN DE BUSEU (SAN): lugar que forma parte del distrito municipal de Bahent, en la provincia de Lérida (27 horas), partido judicial de Sort (5), audiencia territorial y capitania general de Barcelona (48), abadiato de Gerri (2). SITUADO en un llano sobre una altura, rodeado de montañas, combatido por todos los vientos; CLIMA frio, propenso a inflamaciones y catarrales. Consta de 7 CASAS, una fuente é iglesia dedicada á San Sebastian, aneja de la parroquia de Bahent. Confina el TÉRMINO por el norte con Castellnou de Peramea; este Useu; sur Buseu, y oeste Bahent á 1 hora de distancia por este punto y ½poe cada uno de los otros; hay dentro de él algunas fuentes naturales, y los montes de Mollet y de Bahent, bastante poblados de hermosos pinos. El TERRENO participa de llano y montuoso, siendo
 todo él pedregoso. Los CAMINOS conducen a Gerri y Tous en mal estado: recibe la CORRESPONDENCIA de la carteria de Gerri. PRODUCTOS: centeno, patatas y legumbres; cria ganado lanar y vacuno, y caza de liebres, perdices y aves de paso. 
POBLACION: 13 vecinos, 80 almas. RIQUEZA IMPONIBLE: 15 291. CONTRIBUCION: el 14'48 por 100 de esta riqueza.